# Serra de Collestret
La Serra de Collestret és una serra situada al municipi d'Alcarràs a la comarca del Segrià, amb una elevació màxima de 178,4 metres.